# إريك فروم (تنس)
إريك فروم (بالإنجليزية: Eric Fromm)‏ مواليد 27 يونيو 1958 في كوينز، نيويورك، الولايات المتحدة، هو لاعب كرة مضرب أمريكي سابق وكان يلعب باليد اليسرى. أعلى تصنيف له في الفردي كان المركز الـ 46 في سنة 1986. أعلى تصنيف له في الزوجي كان المركز الـ 45 في سنة 1984.

## روابط خارجية
- إريك فروم على موقع رابطة محترفي التنس (الإنجليزية)
- إريك فروم على موقع الاتحاد الدولي لكرة المضرب (الإنجليزية)
- إريك فروم على موقع خلاصة التنس.كوم (الإنجليزية)